# Якуб, Сальма
Сальма Якуб (род. 1971, Брадфорд, Великобритания) — британская мусульманская активистка левого и антивоенного движения; в прошлом лидер и вице-председатель британской политической партии «Respect»; с 2006 по 2011 годы — член Городского совета Бирмингема. Она также является главой Бирмингемского отдела коалиции «Stop the War» и пресс-секретарём центральной мечети Бирмингема.

## Происхождение
Родители Сальмы, Мохаммад и Гульзарда Якуб, эмигрировали в Великобританию из Пакистана в 1960-х, сначала её отец работал на мельнице, а затем — в Королевской почте Британии. У них было 7 детей — 3 дочери и 4 сына. Сальма родилась в Брадфорде в 1971 году, но семья вскоре переехала в Бирмингем, где и прошло её детство. Она описывает себя детского и подросткового возраста, как «tomboyish girl» (англ. — «девочка-сорванец»), «которая играла в футбол на улицах».
Сальме пришлось бросить вызов «культурным страхам» отца, чтобы получить благословение на учёбу в университете, и в конечном счете она поступила в Астонский университет, где изучала биохимию и психологию и стала дипломированным психотерапевтом. В возрасте 24 лет она встретила своего мужа, терапевта Акила Чаудари, и вместе у них родилось 3 мальчика — Гамза, Микаель и Аслан, которые живут в Бирмингеме по соседству, с родителями Сальмы. Сальма говорит, что её семья — фанаты клуба «Астон Вилла».

## Активизм

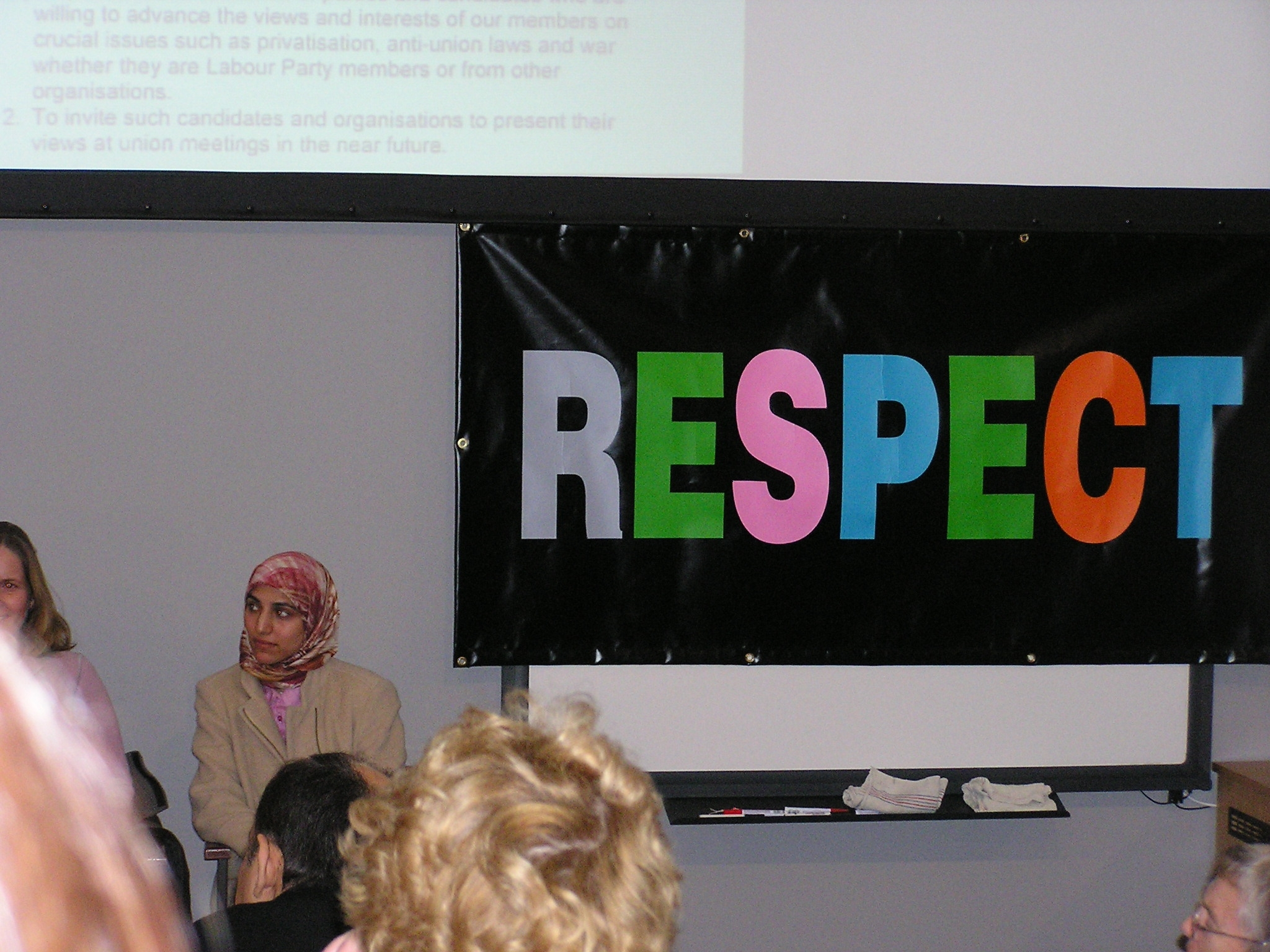
Сальма Якуб на первом заседании партии Respect

Сальма Якуб стала политической активисткой после терактов 11 сентября в США. В своей статье в газете «Гардиан» в 2004 году она утверждала, что через две недели после терактов в США некий прохожий плюнул на неё на улице Бирмингема (вероятно, из-за её неанглийского лица и традиционной одежды).
Сальма Якуб принимала активное участие в антивоенном движении против войны в Ираке. Вместе с журналистом «Гардиан» Джорджем Монбио она была инициатором создания Коалиции «Respect», которая объединила под знамёнами борьбы за социальную справедливость и против войны и неолиберального капитализма некоторые леворадикальные организации — (Революционную коммунистическую партию Великобритании (марксистско-ленинскую), Социалистическую рабочую партию (вышедшую из состава коалиции в 2007 году), выходцев из Лейбористской партии вроде Джорджа Галлоуэя, профсоюзных и общественных деятелей — от кинорежиссёра-троцкиста Кена Лоуча до представителей Мусульманского совета Великобритании. Хотя Сальма Якуб резко осуждает консервативные предрассудки, всё ещё имеющие распространение в мусульманской общине, в том числе сексизм и гомофобию, но при этом отстаивает право мусульманских женщин носить хиджаб.
На конференции «Столкновение цивилизаций», организованной Кеном Ливингстоном 20 января 2007 года, Сальма Якуб назвала взрывы в Лондоне 7 июля 2005 «ответом на американскую агрессию». В то же время, она описала террористов как преступников и «варваров». Она также заявила, что не считает, что теракты в Лондоне были организованы британским правительством.
7 июля 2011 года Сальма Якуб покинула должность депутата городского совета Бирмингема из-за проблем со здоровьем.
12 сентября 2012 года она объявила об уходе из партии Respect. В своем заявлении, Якуб сказала, что остается привержена принципам и ценностям, которые привели её к участию в основании Respect, и по-прежнему главной проблемой видит политический истеблишмент, который остается оторванным от рабочих. Якуб дистанцировалась от скандальных комментариев Джорджа Галлоуэя об изнасиловании. Свою поддержку ей предложила депутат парламента от Зелёной партии Кэролайн Лукас, а депутат-лейборист Ричард Берден отметил, что Якуб может присоединиться к Лейбористской партии. В декабре 2015 года сообщалось, что Якуб написала заявление на вступление в Лейбористскую партию, однако местная ячейка отказала ей на том основании, что ранее она соперничала на выборах с лейбористскими кандидатами. На всеобщих выборах 2017 года выдвигалась как независимый кандидат по округу Брэдфорд-Уэст, заняв третье место с 13,9 % голосов.

## Противоречия

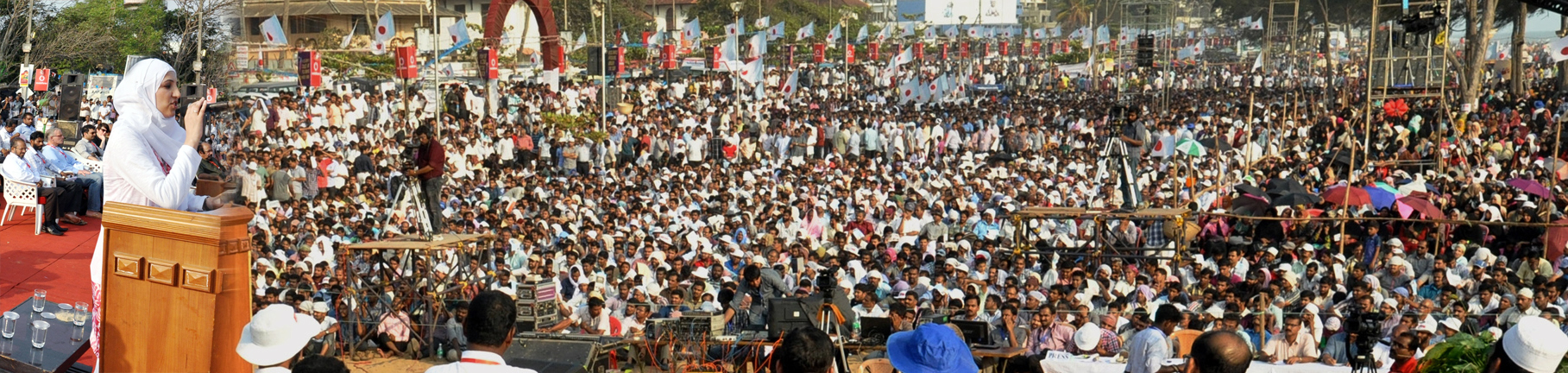
Сальма Якуб на выступлении в Кожикоде, Индия, 19 мая 2013 г.

На одном из заседаний городского совета Бирмингема Сальма Якуб и другой член совета, однопартиец Якуб по партии Respect Мохаммед Иштиак, демонстративно не встали и не аплодировали, когда местные депутаты устроили овации на встрече с английским морским пехотинцем, ветераном войны в Афганистане капралом Мэтью Краучером.
Это привело к критике со стороны других членов бирмингемского горсовета, включая утверждения, что это было «оскорбление». Однако сами Сальма Якуб и Мохаммед Иштиак утверждали, что они выступали против «показного патриотизма» политиков, в то время как сами они уважают каждого конкретного английского солдата как человека.

## Известные появления в СМИ
Якуб шесть раз была гостем на канале Би-би-си, в их флагманской передаче Question Time.
Её первое появление состоялось в Скегнессе, 19 января 2006 года, незадолго до выборов в горсовет Бирмингема, в Престоне в 2006 году, а после в родном ей Бирмингеме 8 февраля 2007 года
и в Бате 12 февраля 2009 года.
10 декабря 2009 года передача Question Time велась из городка Wootton Bassett, место куда привозят тела британских солдат, убитых в Афганистане, и где на улицах по которым провозят трупы собираются граждане для почестей. Сальма Якуб заявила на передаче, что она будет «горда, если мои сыновья тоже будут защищать эту страну», и приводила свои доводы в пользу поддержки британских войск, особенно их скорейшего вывода из Афганистана.
Сальму Якуб называли (в частности, в газете «Гардиан») «самой выдающейся мусульманкой в общественной жизни Великобритании». О ней одобрительно отзывались и даже поддерживали на выборах некоторые её политические оппоненты из Партии зелёных и Лейбористской партии.

## Статьи Сальмы Якуб
- Кризис в коалиции Respect: SWP делает шаг назад // «Левая политика», № 3, 2008; оригинал: The SWP takes a step backwards // International Viewpoint

на английском:
- Глобальное и местное эхо антивоенного движения: британская мусульманская перспектива Global and local echoes of the anti-war movement: a British Muslim perspective, Salma Yaqoob
- Хиджаб: Право Женщины Выбрать Hijab: a Woman’s Right to Choose, Salma Yaqoob
- Наши лидеры должны говорить Our leaders must speak up, The Guardian
- Solidarity in Practice, Salma Yaqoob (Page 60, Stop the War: The story of Britain’s biggest mass movement, Andrew Murray and Lindsey German, ISBN 1-905192-00-2)